# Fiat S.p.A.

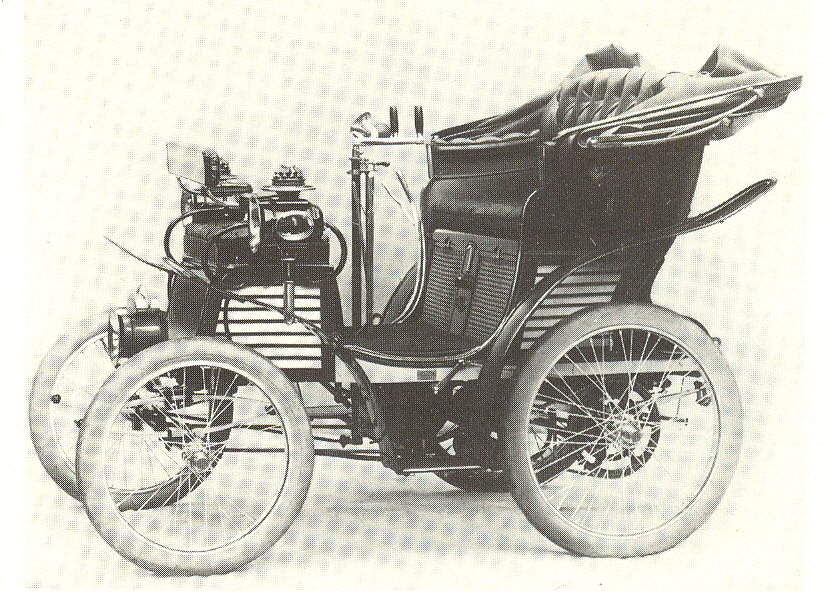
Fiat 3 ½ CV (1899)

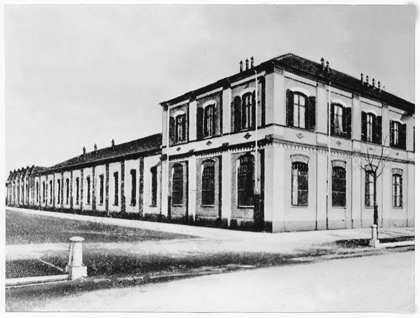
Завод Corso Dante

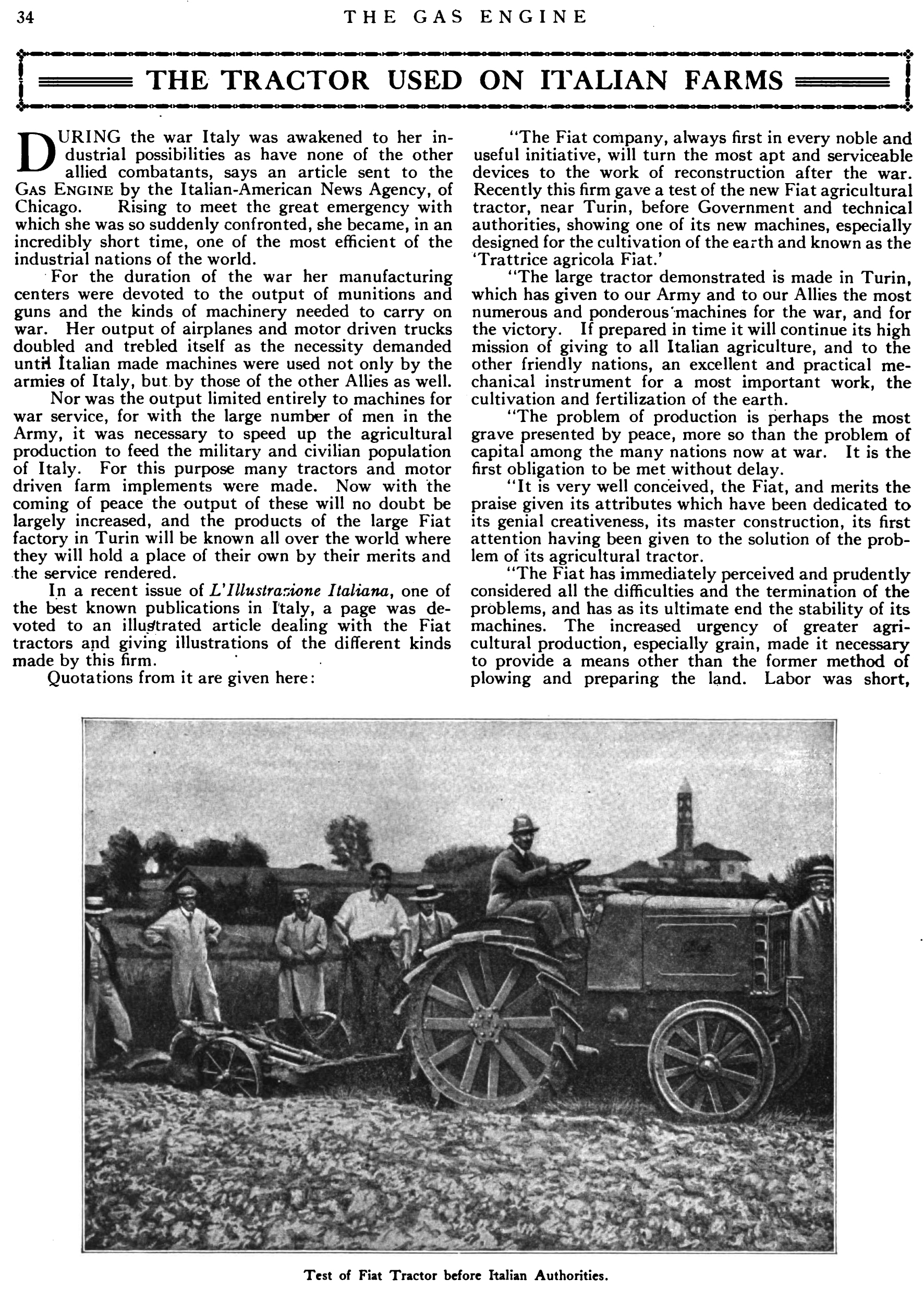
Трактор Fiat у статті американського журналу 1919

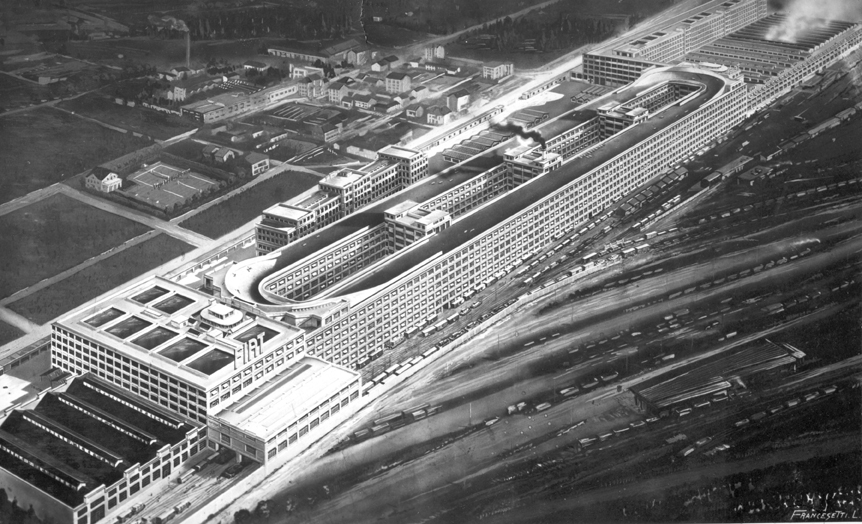
Завод Лінготто (1928)

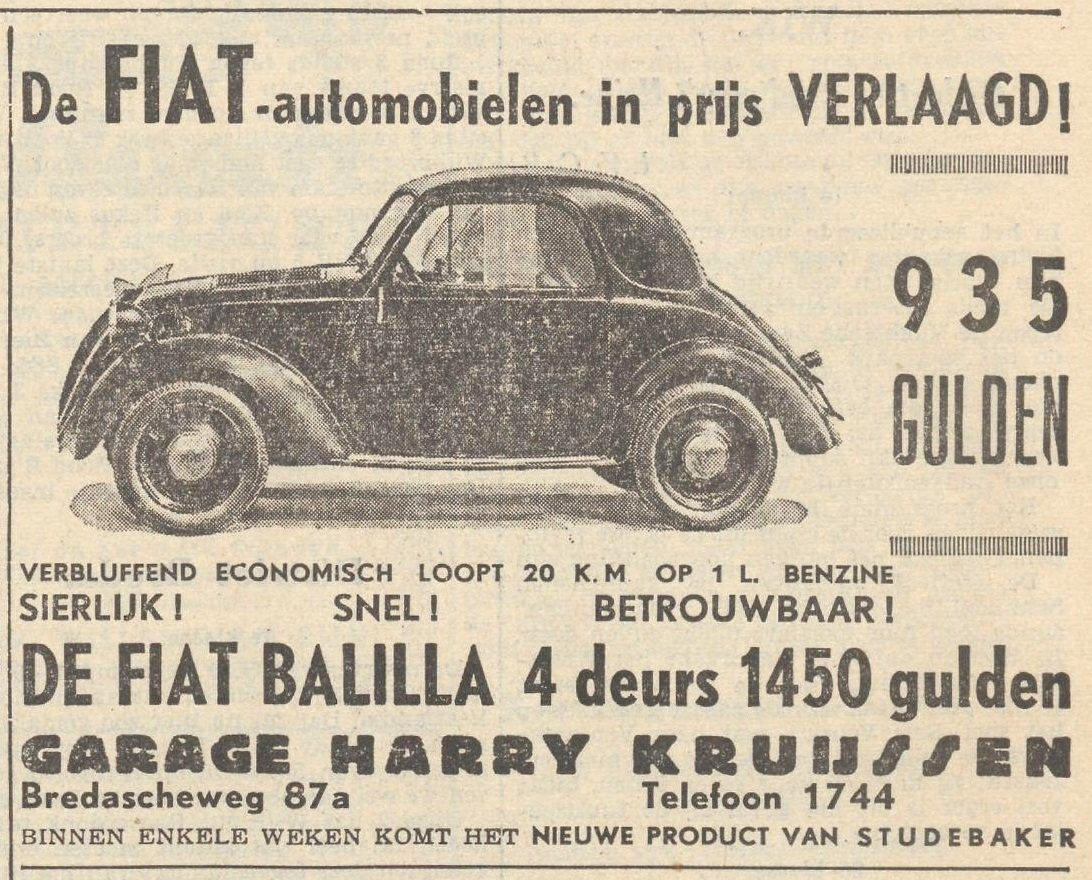
Реклама, 1939

Fiat S.p.A. — колишня італійська холдингова компанія-виробник легкових автомобілів, є дочірнім підприємством компанії FCA Italy S.p.A, попередник корпорації Fiat Chrysler Automobiles. Включала бренди Ferrari, Maserati, Fiat, Alfa Romeo та Chrysler.
У 2014 холдинг Fiat S.p.A. (колишній власник Fiat Group) був поглинутий Fiat Chrysler Automobiles. Fiat Chrysler Automobiles став новим власником Fiat Group.
Штаб-квартира в Турині (регіон П'ємонт). Компанія Fiat заснована у 1899 групою інвесторів, в тому числі Джованні Аньєллі. Fiat також займався виробництвом зброї, такої як Fiat-Revelli Modello 1914. Fiat Group — власник марок Abarth, Alfa Romeo, Chrysler, Dodge, Ferrari, Fiat, Fiat Professional, Jeep, Lancia, Maserati, Ram Trucks, та SRT.

## Структура

### Авто
- Fiat Group Automobiles[4] (100%)
  - FIAT (Турин) (100%)
  - Alfa Romeo (Турин) (100%)
  - Lancia (Турин) (100%)
  - Fiat Professional (Турин) (100%)
  - Abarth (Турин) (100%)
  - Chrysler Group (100%)
    - Chrysler (США)
    - Dodge (США)
    - Jeep (США)
    - Mopar (США)
    - Ram Trucks (США)
    - SRT (США)

  - Fiat Powertrain Technologies (100%)
    - VM Motori (100%)
- Maserati (100%)
- Ferrari (90%)

### Інше
- Magneti Marelli (100%)
- Teksid (84,8%)
- Comau (100%)
- Editrice La Stampa (100%)
- Publikompass (100%)

## Нагорода «Європейський автомобіль року»
Нагорода «Європейський автомобіль року» була вручена Fiat Group дванадцять разів за останні сорок років, а це більше ніж будь-яким іншим виробникам. Дев'ять з цих нагород отримали моделі Fiat Automobiles.
- 1908: Fiat Type 1
- 1967: Fiat 124
- 1970: Fiat 128
- 1972: Fiat 127
- 1980: Lancia Delta
- 1984: Fiat Uno
- 1989: Fiat Tipo
- 1995: Fiat Punto
- 1996: Fiat Bravo/Brava
- 1998: Alfa Romeo 156
- 2001: Alfa Romeo 147
- 2004: Fiat Panda
- 2008: Fiat 500

## Електричні транспортні засоби
Компанія Fiat почала розробку електромобілів ще в середині 1970-х років, з концепцією моделі електромобіля Fiat X1 / 23.тВідносно нещодавно у 2008 році компанія Fiat продемонструвала концепцію моделі електромобіля Phylla та концепцію електромобіля Fiat Bugster у Бразилії.
Fiat приєдналася до енергетичних компаній Cemig та Itaipu для розробки нових електричних транспортних засобів для Бразилії, з подальшим виробництвом в 2009 році електромобіля Palio Weekend Electric.
У 2013 році в Каліфорнії компанія Fiat презентувала електричну версію моделі Fiat 500 — Fiat 500e, але її продаж не був запланований для Європи. В 2014 році генеральний директор компанії Fiat Серджо Маркьоне оголосив, що кожна одиниця була продана з втратою $14000.

## Мотоспорт
В 1971 році відбувалась активна підготовка моделі Fiat 124 Sport Spider до всесвітнього чемпіонату з ралі, до якої була залучена компанія Abarth, що займалася виробництвом та розвитком моделі і з 1972 року ця співпраця мала відносний успіх: дві перемоги в 1972, одна перемога в 1973, здобуття першого, другого та третього місць на Португальському чемпіонаті TAP 1974 року.
Новий Fiat 131 Abarth замінив Fiat 124 Sport Spider і став дуже успішним перегоновим автомобілем.
У період з 1976 по 1981 рік модель Fiat 131 виграла 18 заходів, організованих світовим чемпіонатом з ралі, а на самому чемпіонаті їй вдалось отримати перемогу тричі: у 1977, 1978 та 1980 роках.
Протягом 1980-х років модель Lancia взяла на себе роль автомобіля для ралі від компанії Fiat. Після тривалої перерви заводських робіт, у 2003 році новий автомобіль Fiat Punto S1600 виграв італійський чемпіонат з ралі, а в 2006 році Fiat Grande Punto S2000 виграв Чемпіонат Європи з ралі, а потім отримав три послідовні перемоги в 2009, 2010 та 2011 роках.

## Маркетинг

### Логотип
Ініціали компанії «FIAT» вперше були використані в дизайні розпізнавального логотипу в 1901 році. Починаючи з 1931 року, компанія почала використовувати єдиний червоний фон без характерного для минулих логотипів компанії вінку. У 1968 році був представлений ромбоподібний логотип компанії, який містив ініціали FIAT, викладені на чотирьох взаємопов'язаних ромбах. Ромбоподібний варіант логотипу був поширений і на початку 1970-х років, а минулий логотип FIAT, розроблений в стилі лаврового вінку, використовувався для позначення спортивних моделей, як 124 Spider, 127 Sport, X1 / 9 та оновлених моделей Abarth.
Нова корпоративна емблема на основі ромбоподібного логотипу була вперше представлена в 1983 році на моделі автомобіля Fiat Uno. Емблема складалась із п'яти хромових брусків, нахилених під кутом 18 градусів для віддзеркалення форми ромбоїда, що зазвичай з'являвся у зменшеному розмірі на розі решітки.
У 1999 році на честь 100-річчя компанії знову був представлений логотип компанії, розроблений в стилі лаврового вінку.

### Автомобільне містечко та флагманські магазини
У 2006 році компанія Fiat створила свою концепцію флагманського магазину у вигляді цілого автомобільного містечка. В 2006 році був відкритий флагманський магазин Mirafiori Motor Village в місті Турин, у 2008 році в Лондоні на Вігмор-стріт та в 2010 році в Парижі на Єлисейських полях.

### Угода між британською автошколою і компанією Fiat
У 2009 році BSM (британська автошкола) завершила 16-річні партнерські відносини з компанією Vauxhall Motors і підписала угоду про співпрацю з компанією Fiat UK. За угодою, компанія Fiat UK надасть 14000 автомобілів компанії BSM протягом чотирьох років у рамках маркетингової угоди.